# Sher Bahadur Deuba
Sher Bahadur Deuba (शेर बहादुर देउवा - Śera Bahādura Deuvā; Ruwa Khola Ashigram, 13 giugno 1946) è un politico nepalese, Primo ministro del Nepal per quattro mandati: dal 1995 al 1997, dal 2001 al 2002, dal 2004 al 2005 e dal 2017 al 2018.

## Biografia
Deuba è originario di Ruwa Khola Ashigram-5, nel distretto di Dadeldhura, zona del Mahakali. La sua carriera politica si è svolta nelle file del Partito del Congresso Nepalese (di orientamento socialdemocratico), di cui è a capo della corrente conosciuta come partito del Congresso nepalese-democratico.
Il suo secondo mandato è iniziato dopo il l'uccisione del re Birendra e le dimissioni di Girija Prasad Koirala, severamente criticato per l'incapacità di gestire la crisi. Deuba è stato rimosso una prima volta dal re Gyanendra (fratello e successore di Birendra) dopo aver sciolto il parlamento ed indetto le elezioni. In seguito, perlopiù per mancanza di altri candidati, è stato richiamato a formare un esecutivo dopo i brevi governi Chand e Thapa, assumendo su di sé anche le cariche di ministro degli affari esteri e della difesa. È stato nuovamente destituito il 1º febbraio 2005 da Gyanendra, il quale ha poi esercitato personalmente il potere esecutivo fino al 30 aprile 2006. Durante questo periodo Deuba è stato in un primo tempo arrestato con accuse di corruzione, e poi rilasciato in seguito allo scioglimento della stessa Commissione per il controllo della corruzione.
Nell'agosto 2008 ha presentato la sua candidatura a Primo ministro al vaglio dell'Assemblea Costituente, ricevendo però solo 113 preferenze su 577. Dalla votazione è invece scaturito vincitore con largo consenso il maoista Pushpa Kamal Dahal.